# Jesse Renken
Jesse Renken (8 april 1993) is een Nederlands voormalig profvoetballer die een wedstrijd uitkwam in het betaalde voetbal voor SC Veendam. 
Hij stond onder contract bij FC Groningen en werd samen met teamgenoot Robby Holder verhuurd aan SC Veendam. Renken speelde voor deze club in 2012 een wedstrijd mee tegen FC Emmen. Toen Veendam failliet ging kreeg Renken geen contractverlenging bij Groningen en ging spelen bij de amateurs van Be Quick 1887. Vanaf het seizoen 2014/2015 komt Renken uit voor Harkemase Boys.